# Afromevesia lissoaspus
Afromevesia lissoaspus är en stekelart som först beskrevs av Cameron 1905.  Afromevesia lissoaspus ingår i släktet Afromevesia och familjen brokparasitsteklar. Inga underarter finns listade i Catalogue of Life.